# Euronychodon
Genre
Euronychodon est un genre fossile de dinosaures ayant vécu au cours du Crétacé supérieur, du Turonien au Maastrichtien, c'est-à-dire il y a environ entre 94 et 66 Ma (millions d'années).
Le spécimen, découvert au Portugal, et appelé ainsi Euronychodon portucalensis, a été décrit par Miguel Telles Antunes et Denise Sigogneau-Russell en 1991.
D'après ses dents fossilisées trouvées en Europe, il est d'abord classé dans la famille des Dromaeosauridae par ses inventeurs en 1991. P. M. Galton en 1996 le place au sein de la famille des Troodontidae. J. Le Loeuff le considère en 1998 comme un nomen dubium.
Une 2e espèce, trouvée dans le Turonien d'Ouzbékistan, et basée sur une seule dent, est considérée comme nomen dubium.